# Como Fazer Amigos e Influenciar Pessoas

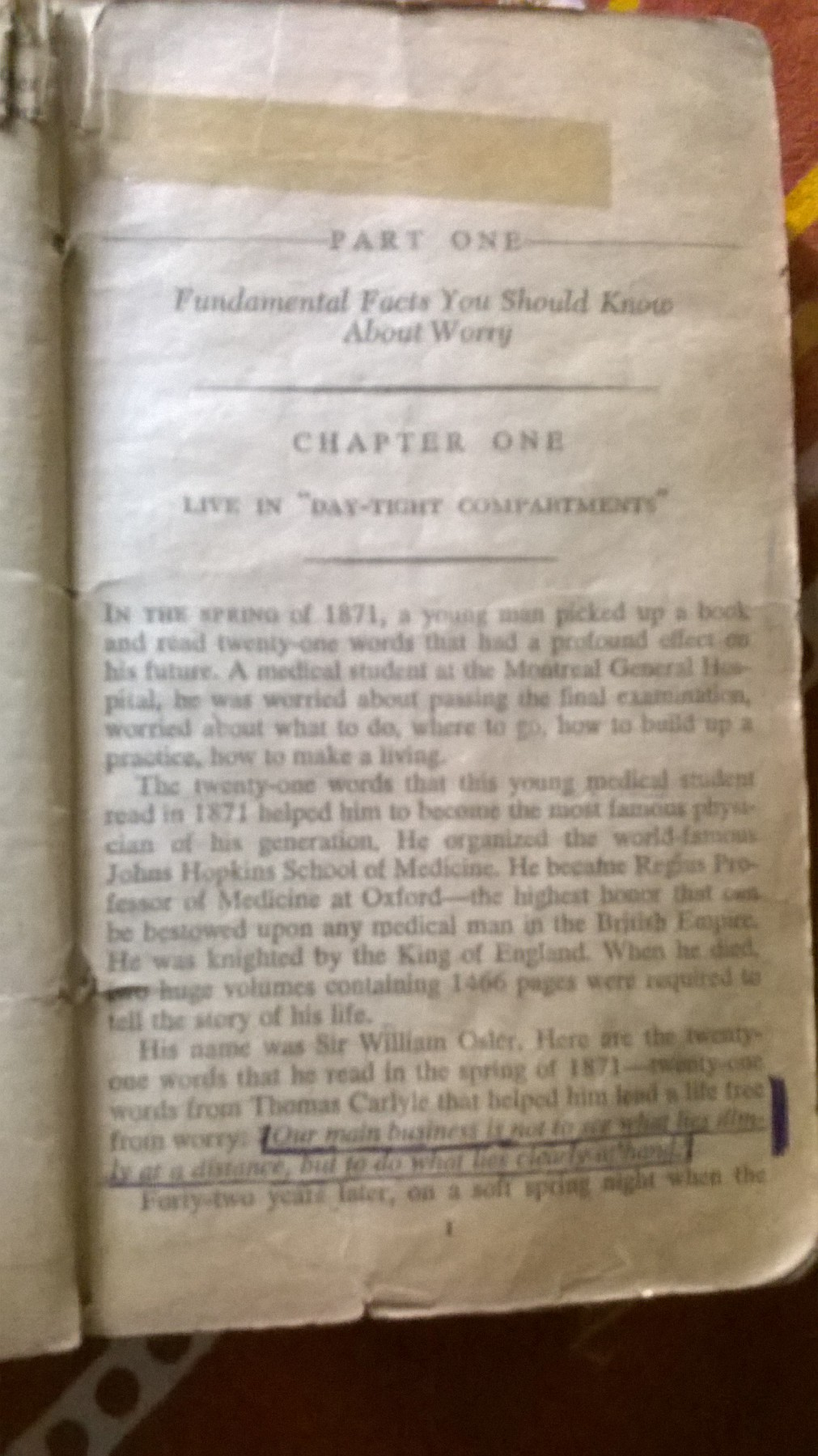
Primeira edição

Como fazer amigos e influenciar pessoas (ed. original em língua inglesa How to win friends and influence people, 1936) é um livro da autoria do estadunidense Dale Carnegie, destinado a desenvolver estratégias comunicativas e de ajuda entre pessoas.

## Sumário
Livro é voltado para a arte de se relacionar com as pessoas, técnicas simples, porém, de extrema eficácia nos relacionamentos interpessoais. Com experiências vivenciadas pelo próprio autor e outras ocorridas em sua época por ilustres pessoas a sua volta, como Winston Churchill, John D. Rockefeller, Eleanor Roosevelt, Daniel W. Josselyn, General George C. Marshall, Henry Ford e Abraham Lincoln. Dale Carnegie, em linguagem simples, ensina a arte nos relacionamentos.
A primeira publicação da obra foi em 1936, com uma tiragem de apenas cinco mil exemplares, devido ao fato de não serem previstas vendas acima desse número. "O livro tornou-se, do dia para a noite, um êxito estrondoso", disse Dorothy Carnegie, a esposa de Dale. "Como fazer amigos e influenciar pessoas" conquistou seu lugar na história da editoração como um dos best-sellers internacionais de todos os tempos. O livro tocou num nervo e preencheu uma necessidade humana que estava além de uma simples moda gerada pelos dias que sucederam à Depressão...".
Até hoje, com mais de 50 milhões exemplares vendidos (segundo consta nas edições mais recentes), o livro (ISBN 8504004864) tem sido de grande ajuda às pessoas no que diz respeito ao relacionamento e modo de agir com o próximo, pois faz com que as pessoas parem e reflitam sobre suas atitudes,e mostra também o que elas podem melhorar.
A última grande atualização no conteúdo do livro foi em 1981.

### Técnicas Fundamentais em Lidar com as Pessoas
1. Não critique, Não condene, não se queixe.
2. Dê apreciação honesta e sincera.
3. Desperte na outra pessoa um desejo ardente

### Seis Formas de Fazer com que Gostem de Si
1. Torne-se genuinamente interessado em outras pessoas
2. Sorria
3. Lembre-se que o nome de uma pessoa é, para essa pessoa, o som mais doce e importante em qualquer língua.
4. Seja um bom ouvinte. Encoraje os outros a falarem deles próprios.
5. Fale sobre assuntos de interesse da outra pessoa.
6. Faça a outra pessoa sentir-se importante − e faça-o sinceramente.

### Doze Formas de Atrair Pessoas à Sua Forma de Pensar
1. A única forma de receber o melhor de um argumento é evita-lo.
2. Mostre respeito pelas opiniões da outra pessoa. Nunca diga "Está Incorreto."
3. Se está incorreto, admita-o rapidamente e com empatia.
4. Comece de uma forma amigável.
5. Inicie com perguntas a que a outra pessoa irá responder sim.
6. Deixe a outra pessoa fazer uma grande parte do falar.
7. Deixe a outra pessoa sentir que a ideia é dele ou dela.
8. Tente honestamente ver as coisas do ponto de vista da outra pessoa.
9. Seja compreensivo com as ideias e desejos da outra pessoa.
10. Apele aos motivos mais nobres.
11. Dramatize as suas ideias.
12. Coloque um desafio.

### Seja um Líder: Como Mudar Pessoas Sem Causar Ofensa ou Ressentimento
1. Comece com louvor e apreciação honesta.
2. Chame atenção aos erros das pessoas indiretamente.
3. Fale dos seus próprios erros antes de criticar a outra pessoa.
4. Faça perguntas em vez de dar ordens diretas.
5. Permita à outra pessoa manter-se bem vista.
6. Dê louvor a todas as melhorias.
7. Dê à pessoa uma boa reputação para assegurar.
8. Use encorajamento. Faça a falha parecer fácil de corrigir.
9. Faça a outra pessoa feliz em fazer aquilo que está a sugerir.

## Legado
Warren Buffett frequentou o curso de Dale Carnegie "Como Fazer Amigos e Influenciar Pessoas" quando tinha 20 anos, e até hoje tem o diploma no seu escritório.
Diz-se que o livro influenciou grandemente a vida da atriz de televisão e cinema Donna Reed. Foi-lhe dado pelo seu professor de química do liceu, Edward Tompkins, para ler quando estava no segundo ano do liceu de Denison (Iowa) em 1936. Depois de o ler, ganhou o papel principal na peça de teatro da escola, foi eleita Rainha do Campus e ficou entre os 10 melhores da turma de 1938.
Charles Manson usou o que aprendeu com o livro na prisão para manipular as mulheres a matar em seu nome.

Durante o rapto dos missionários SUD em Saratov, Rússia, em 1998, os missionários raptados usaram estratégias do livro numa tentativa de obter clemência dos seus raptores.